# NGC 5886
NGC 5886 est une galaxie lenticulaire relativement éloignée et située dans la constellation du  Bouvier. Sa vitesse par rapport au fond diffus cosmologique est de 8 446 ± 8 km/s, ce qui correspond à une distance de Hubble de 124,6 ± 7,8 Mpc (∼406 millions d'al). NGC 5886 a été découverte par l'astronome britannique John Herschel en 1828.
À ce jour, une mesure non basée sur le décalage vers le rouge (redshift) donne une distance d'environ 124,000 Mpc (∼404 millions d'al). Cette valeur est à l'extérieur des valeurs de la distance de Hubble.